# Montdellit
El Montdellit és una serra situada al municipi de Coll de Nargó a la comarca de l'Alt Urgell, amb una elevació màxima de 1.213 metres.